# Пинту, Мика
Микаэль «Мика» Гонсалвеш Пинту (порт. Michael „Mica“ Gonçalves Pinto; род. 4 июня 1993, Дикирх) — люксембургский футболист, защитник болгарского ЦСКА и сборной Люксембурга.

## Клубная карьера
Пинту — воспитанник дикирхенского клуба «Янг Бойз», «Мец» и «Спортинг». 11 августа 2012 года в матче против «Оливейренсе» он дебютировал в составе резервной команды последних. 24 февраля 2013 года в поединке против «Фреамунде» Пинту отметился первым голом за «Спортинг B». В составе дубля лиссабонского клуба, провёл три сезона во втором португальском дивизионе.
В августе 2015 года, Пинту на правах аренды стал игроком испанского «Рекреативо». 22 августа в матче против «Кадиса» Мика дебютировал в испанской Сегунде B. В январе 2016 года, защитник покинул клуб и разорвал со «Спортингом» контракт из-за невыплат по зарплате.
В мае 2016 года, Пинту стал игроком «Белененсеш», «Спортинг» сохранил 50 процентов прав на игрока. 19 августа в матче против «Боавишты» Мика дебютировал за новый клуб. 12 мая 2017 года в поединке против «Морейренсе» отметился дебютным ассистом. В августе того же года на правах аренды перешёл в «Униан Мадейра». 27 августа в матче против «Спортинг B» он дебютировал за новый клуб.
В 2018 году стал игроком нидерландского клуба «Фортуна». 19 января во встрече против «Дордрехта» Пинту дебютировал в Эрстедивизи. 2 апреля в поединке против «Хелмонд Спорт» он забил дебютный гол за ситтардский клуб. По окончании сезона, Пинту помог клубу впервые за 16 лет выйти в Эредивизи. 11 августа в матче против «Эксельсиора» Мика дебютировал в высшем дивизионе Нидерландов.
В декабре 2019 года, защитник стал футболистом роттердамской «Спарты». 4 августа в матче против АЗ он дебютировал за новый клуб, выйдя на матч с капитанской повязкой. 15 сентября против «Твенте» получил красную карточку. 3 апреля 2021 года в матче против ПЕК Зволле Мика отметился дебютным голом за роттердамский клуб.
14 августа 2023 года на правах свободного агента стал игроком клуба «Витесс». 3 сентября в поединке против АЗ Пинту дебютировал за новый клуб. 18 февраля 2024 года в матче против «Волендама» Мика забил первый гол за «Витесс».
31 августа 2024 года перешёл в болгарский ЦСКА из Софии. 16 сентября дебютировал в чемпионате Болгарии против «Локомотива».

## Международная карьера
В 2013 году Пинту в составе молодёжной сборной Португалии принял участие в молодёжном чемпионате мира в Турции. На турнире он сыграл в матчах против команд Нигерии, Южной Кореи, Кубы и Ганы.
7 октября 2020 года в товарищеском матче против сборной Лихтенштейна Пинту дебютировал за сборную Люксембурга.

## Достижения

### Личные
- Команда месяца Эредивизи: октябрь 2022[31], март 2023[32], апрель 2023[33]